# 哈南山
4°26′06″S 35°24′00″E / 4.43500°S 35.40000°E

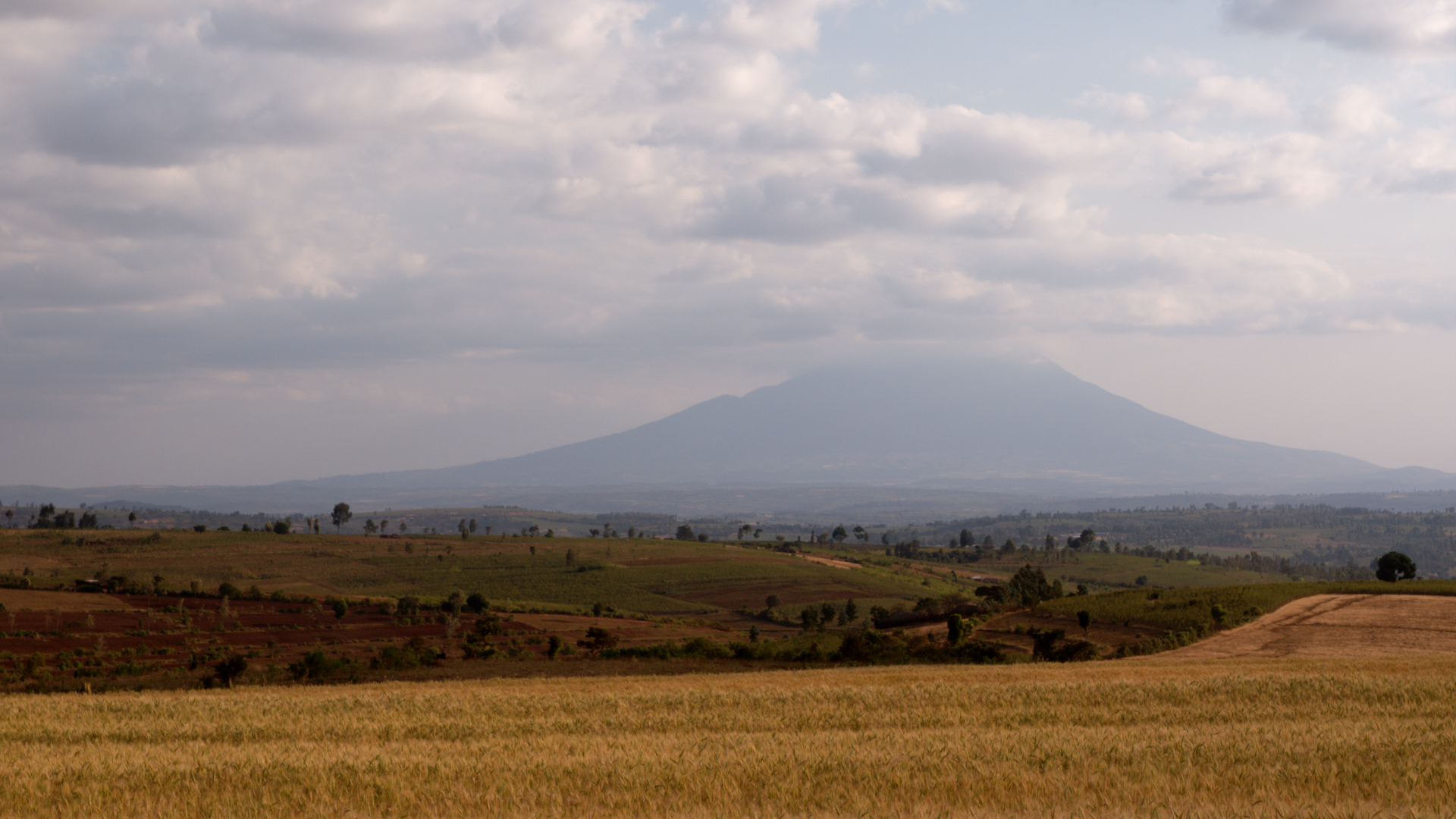

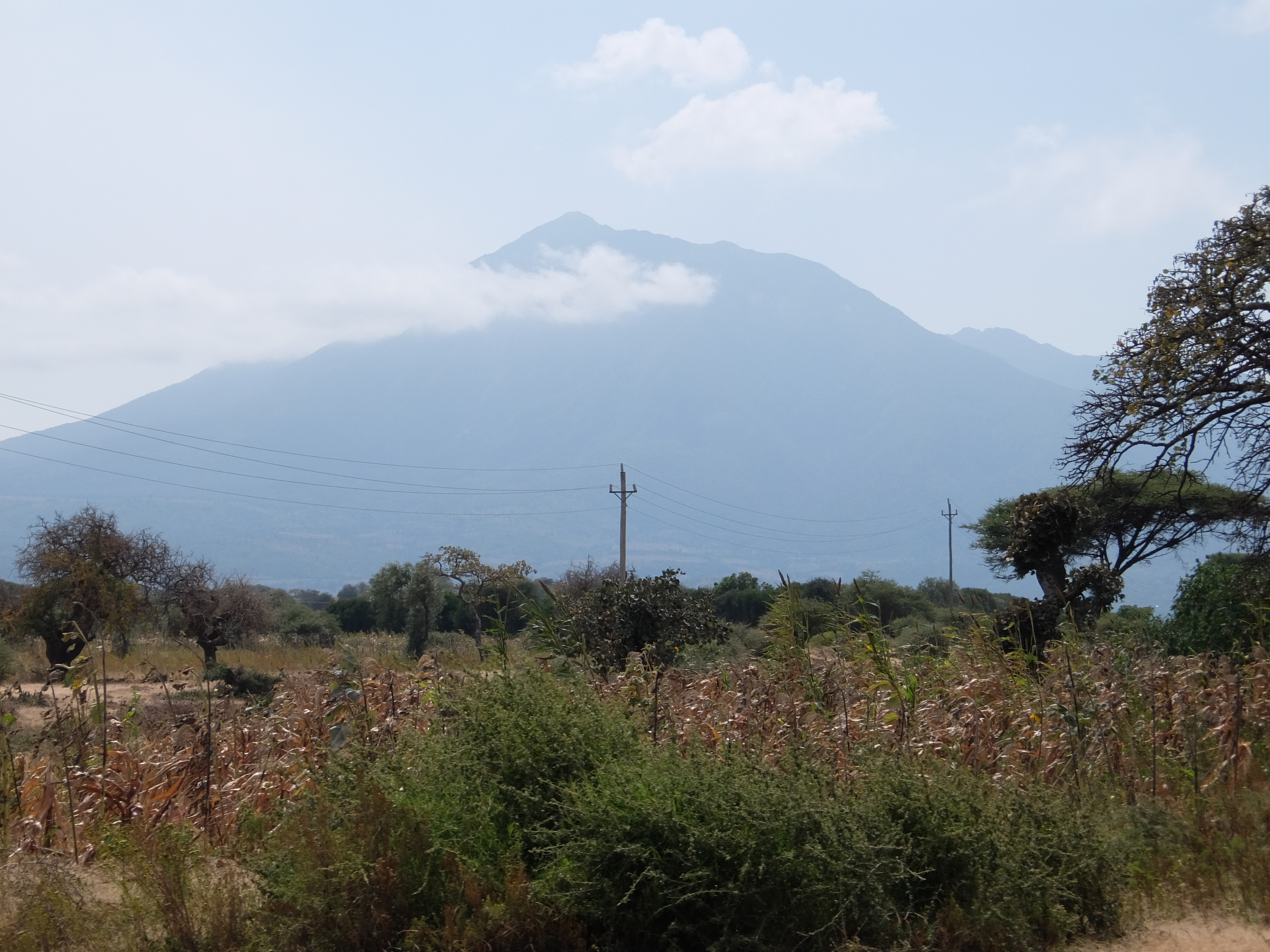

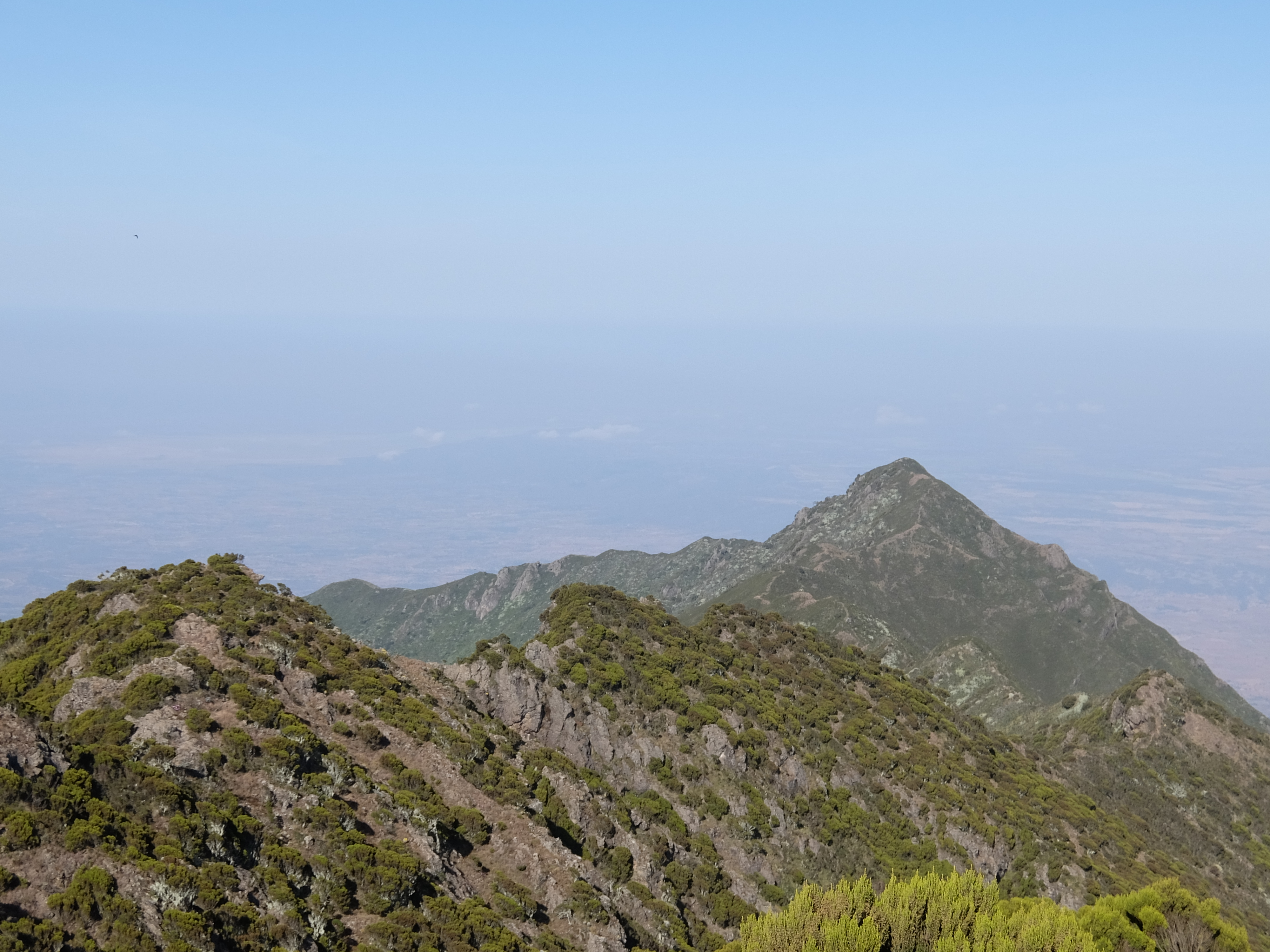

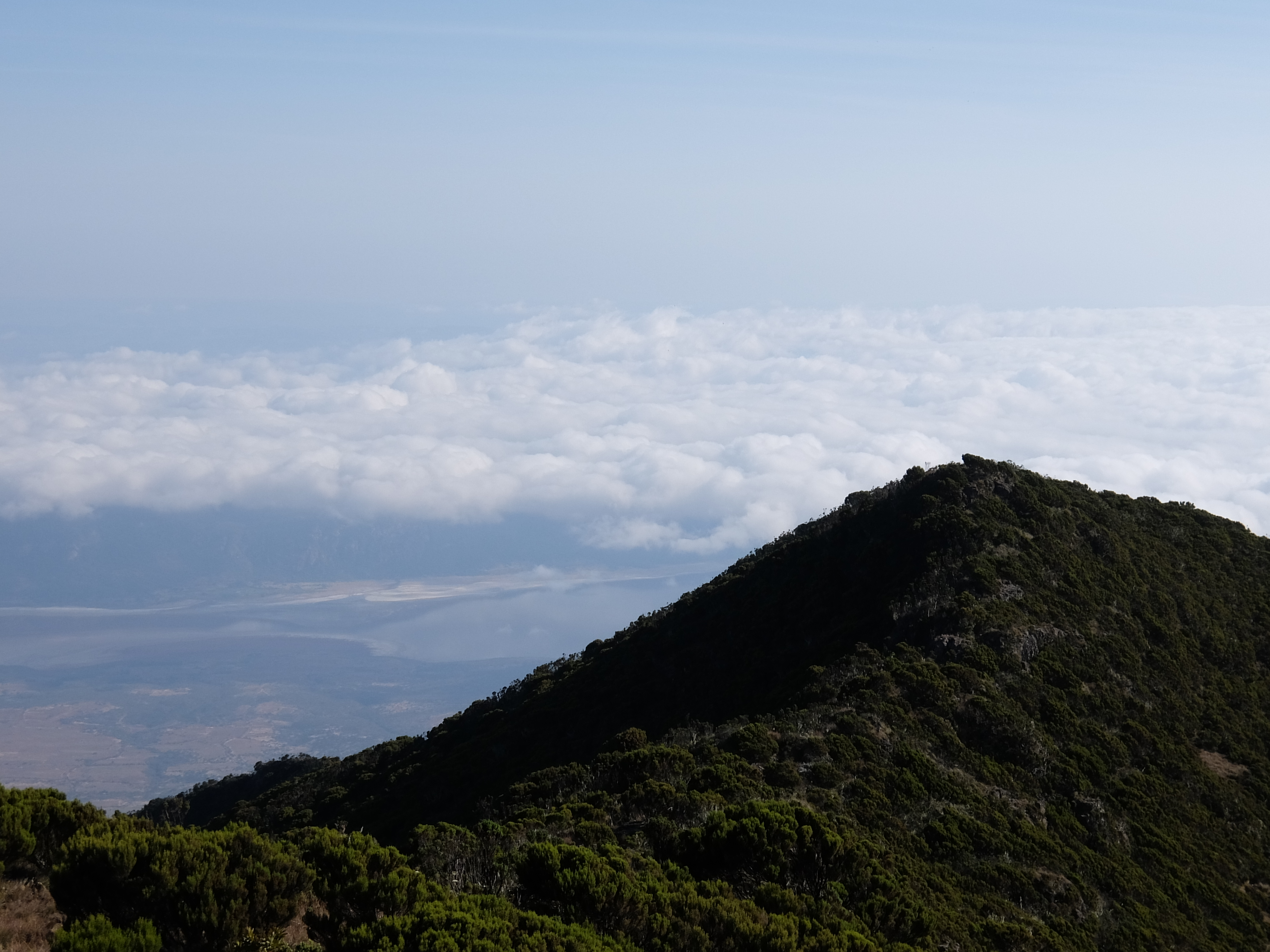

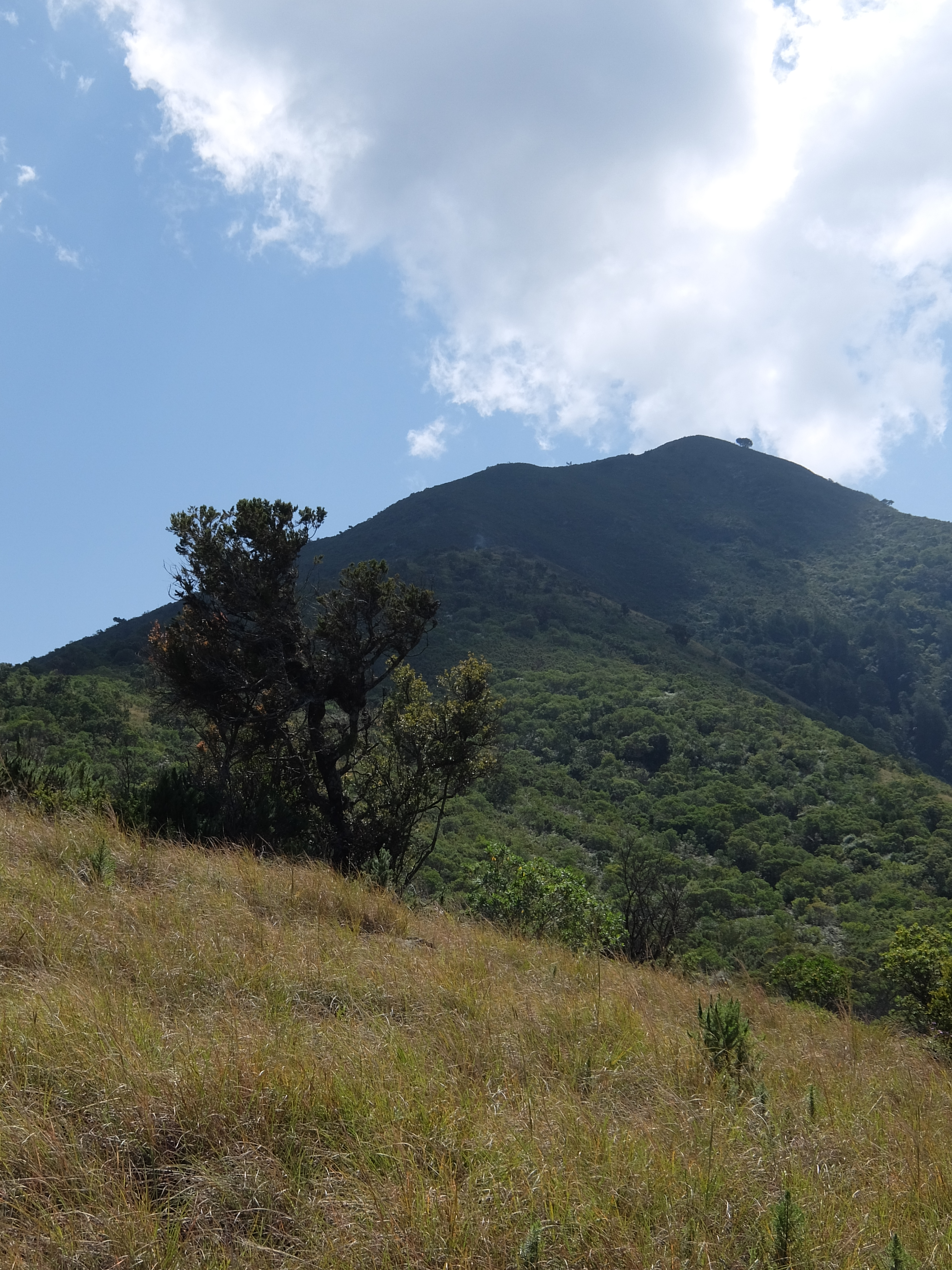

哈南山是坦桑尼亞的山峰，位於該國東北部，處於曼亞拉區，海拔高度3,420米，是該國的第四高峰，僅次於乞力馬扎羅山、梅魯火山和洛爾馬拉辛山。